# Molluscum contagiosum

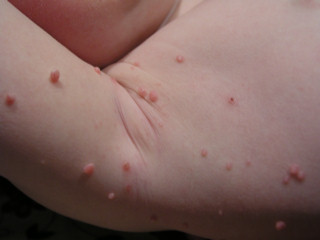
Molluscum contagiosum

Molluscum contagiosum (pe epidermă)

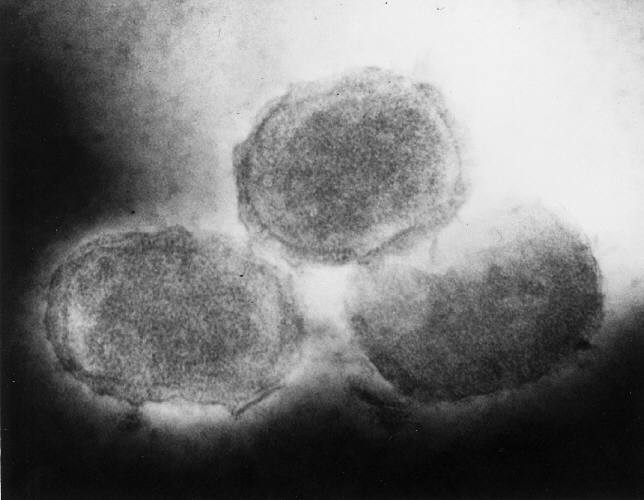
Poză la microscopul electronic a virusului responsabil de apariția Molluscum contagiosum

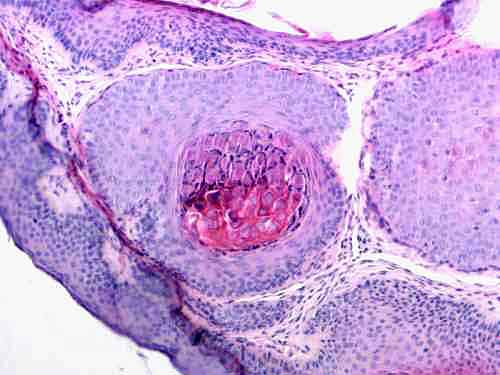
Secțiune histologică de Molluscum contagiosum

Molluscum Contagiosum este o infecție cu transmitere sexuală care se transmite prin contactul fizic între persoana infectată și persoana sănătoasă. Virusul este un virus specific uman neavând o altă gazdă de tip animal 

## Descoperire
Boala a fost descrisă pentru prima data la începutul secolului al XIX-lea de către cercetătorul Bateman. Cercetările ulterioare au stabillit că boala este cauzată de un virus din familia poxviridae, virus ce a fost numit molluscipox care poate fi de 4 tipuri: de la MCV-1, la MCV-4. Cea mai frecventă infecție este cea cu tipul MCV-2, se care se transmite pe cale sexuală. . MCV nu are drept gazdă nici un animal, el infectând doar omul. 

## Manifestare
Ulterior contactului dintre persoana infectată și persoana sănătoasă, simptomele de manifestare a bolii apar într-un interval de timp ce poate varia de la două săptămâni și până la câteva luni de zile  . Molluscum contagiosum poate afecta orice parte a pielii dar cel mai frecvent apare pe trunchi, brațe și picioare. Boala se manifestă prin apariția unor mici proeminențe localizate pe corp, care pot fi ușor confundate cu o iritație sau cu mușcăturile de țânțari sau pureci. Proeminențele pot varia ca dimensiune de la dimensiuni de 1-2 mm până la 4-5 mm. Au o formă în general rotundă sau emisferică, sunt de culoarea pielii și dure la pipăit. Numărul leziunilor de pe corp poate varia între una și câteva zeci. 

## Prevenire
- Deoarece Molluscum contagiosum se transmite prin contact fizic (piele pe piele) trebuie evitate activitățile care implică contact fizic între persoana infectată și alte persoane neinfectate ca de pildă: sporturile de echipă, sporturile de contact, activitățile sexuale, dușurile în comun, mersul la piscină, etc.
- Este important de menționat că în cazul activităților sexuale, prezervativul nu protejează împotriva acestui virus. De aceea pentru persoanele infectate se recomandă abstinența sexuală[1] până ce dispar și ultimele pustule.
- Molluscum contagiosum apare și la copii, cel mai probabil prin contactul cu pielea unui adult infectat. Boala se extinde rapid datorită faptului că aceștia își răspândesc virusul pe suprafața corpului prin scărpinare [5]. Dacă și alți factori de risc sunt prezenți, poate fi luată în considerare și efectuarea de investigații cu privire la posibilitatea existenței unui abuz sexual[5].

## Răspândire
Virusul se răspândește cel mai frecvent prin contact piele - piele. Aceasta include contact sexual sau atingerea sau zgârierea loviturilor persoanei infectate urmată de atingerea pielii persoanei neinfectate. Mai rar, boala se poate transmite și indirect de exemplu prin folosirea în comun a prosoapelor de baie sau prin hainele purtate în comun. Această boală virală comună are o incidență crescută la adulți activi sexual precum și la persoanele imunodeprimate. În cazul copiilor se întâlnește cel mai des la copii cu vârsta cuprinsă intre 1 si 10 ani, cel mai probabil aceștia fiind contaminați datorată contactului fizic piele pe piele cu un părinte infectat. În situația lor, deoarece aceștia se scarpină, virusul se răspândește, proporțional, pe o suprafață mai mare a pielii copilului. Molluscum contagiosum este contagios până când umflăturile dispar, umflături care, în cazul în care sunt netratate, pot rezista până la 6 luni sau mai mult.

## Diagnostic
Diagnosticulde se face pe aspectul clinic, virusul neputând fi cultivat in mod obișnuit.
Diagnosticul poate fi confirmat prin biopsie excizională.
Histologic, molluscum contagiosum este caracterizat prin organisme molluscum în epidermă deasupra membranei bazale, care constau în celule mari cu:
- citoplasmă eozinofilică abundentă, granulară
- un nucleu mic periferic.

## Simptomele
Leziunile Molluscum contagiosum sunt de culoarea pielii, în forma de cupolă, și perlate. Ele au adesea un diametru de 1-5 milimetri, cu o gropiță în centru. Ele nu sunt în general, dureroase, dar pot deveni iritate sau pot provoca mâncărimi.
Ruperea sau zgârierea leziunilor poate duce la infecții sau cicatrici. În aproximativ10% din cazuri, în jurul leziunilor se dezvoltă eczeme. Acestea pot fi uneori complicate de infecții bacteriene secundare. În unele cazuri, secțiunea cu gropițe poate sângera o dată sau de două ori. Infecția virală este limitată la o zonă localizată pe stratul cel mai de sus al epidermei. Odată ce capul de leziune conținând virusul a fost distrus, infecția dispare. Miezul central ceros conține virusul. În cadrul unui proces numit autoinoculare, virusul se poate răspândi în zonele de piele vecine. Copiii sunt deosebit de sensibili la auto-inoculare, și pot avea clustere de leziuni pe scară largă. 

## Când se recurge la tratamente
Această afecțiune se vindecă de la sine pentru persoanele care au un sistem imunitar puternic dar evoluează și se extinde în cazul persoanelor cu un sistem imunitar slăbit . Cu toate acestea, prin intermediul autoinoculării, boala se poate propaga și astfel un focar,în general, durează mai mult, cu durate medii de la 8 luni,la aproximativ 18 luni, și cu o gamă de durate de la 6 luni la 5 ani.. Tratamentul este adesea inutil. Unii pacienți (mai ales copii) își rup leziunile prin scărpinare ceea ce duce la răspândirea bolii și în alte părți ale corpului tratamenele medicamentoase devenind ineficace. În funcție de locație și de numărul de leziuni, și nici o abordare unică nu s-a dovedit a fi eficace. De asemenea, trebuie remarcat faptul că tratamentele care provoacă ruperea pielii de pe sau din apropierea leziuni pot răspândi infecția mai departe, exact ca și ca scărpinatul. Cu toate acestea, tratamentul poate fi solicitat pentru următoarele motive:
- Probleme medicale, incluzând: sângerări, infecții secundare, mâncărime și disconfort, potential de cicatrizare, cheratoconjunctivită cronică[4];
- Motive sociale, incluzând: considerații cosmetice, jenă, frica de transmitere la alții, excluziunea sau marginalizare socială

Mulți specialisti recomandă tratarea umflăturilor situate in zona genitală pentru a preveni răspândirea lor. Virusul trăiește numai în piele și odată ce umflăturile dispar,virusul dispare și nu se poate extinde la alții. Molluscum contagiosum nu este ca virusurile herpetice, care pot ramane in stare latenta in organism pentru perioade lungi de timp si apoi pot reaparea. 

## Descriere tratamente
Există mai multe metode chirurgicale sau medicamentoase care să ducă la dispariția acestor leziuni: Cele utilizate sunt: tratamentele antivirale, tratamentele imunostimulatoare , crioterapia , medicația topică sau medicația orală.

### Tratamentul chirurgical
Crioterapia este tratamentul chirurgical cel mai des utilizat. Prin crioterapie celulele infectate sunt ucise prin "înghețarea" lor cu un spray lichid sub presiune, de obicei azot lichid sau oxid nitric. Procedura poate fi ușor inconfortabilă sau poate să doară, în funcție de cantitatea și amplasarea celulelor infectate. Procedura poate fi efectuată de orice profesionist din domeniul medical.

### Tratamentul cu Laser
Terapia cu impulsuri laser cu coloranți, pentru molluscum contagiosum poate fi tratamentul de elecție pentru leziuni multiple la un pacient cooperant (Chirurgie Dermatologică, 1998). Utilizarea de laser cu impulsuri cu coloranți, pentru tratamentul acestei boli a fost documentată cu rezultate excelente. Terapia a fost bine tolerată, fără cicatrici sau anomalii pigmentare. Leziunile au fost vindecate fără cicatrici în 2 săptămâni. Studiile arată că între 96% și 99% din leziuni au fost rezolvate cu un singur tratament. Laserul cu impulsuri cu coloranți este rapid și eficient, dar costul său îl face mai puțin accesibil decât alte opțiuni. 

### Substanțele astringente
Substanțele chimice astringente aplicate pe suprafața leziunilor molluscum pentru a distruge straturi succesive ale pielii includ: acidul tricloracetic, rășină Podophyllin, hidroxid de potasiu, și cantarida. 

#### Mirtul australian
Un studiu din 2004 a demonstrat reduceri de peste 90% ale numărului de leziuni la 9 din 16 copii tratați o dată pe zi timp de 21 de zile cu ulei esențial de mirt australian (Backhousia citriodora) dizolvat în ulei de măsline. Cu toate acestea, uleiul poate irita pielea normală, la concentrații de 1%.

#### Peroxidul de benzoil
Întrun studiu mic randomizat, controlat de două ori pe zi, aplicarea de 10% peroxid de benzoil cremă timp de 4 săptămâni sa dovedit a fi mai eficientă decât crema tretinoin 0,05%; după 6 săptămâni 92% din grupul de peroxid de benzoil au fost vindecați de leziuni, comparativ cu 45% din grupul tretinoin (p = 0,02).

#### Cantarida
Cantarida este un produs chimic găsit în mod natural la mulți membri ai familiei de gândaci Meloidae care cauzează vezicule dermice. Nu este durerosă la aplicare, și astfel ar putea fi preferat de unii în tratarea copiilor mici. Probabil nu ar trebui să fie folosit în apropierea ochilor sau la copii necooperanți, deoarece substanța este caustică dacă copilul se zgârie și se freacă la ochi. Când se administrează Cantarida trebuie avută o precauție extremă. În ciuda faptului că este folosit drept afrodiziac în unele țări, este foarte toxic pentru oameni în cazul în care este ingerat.

#### Uleiul din arborele de ceai
Un alt ulei esențial, uleiul din arborele de ceai este raportat pentru faptul reduce creșterea și răspândirea leziunilor atunci când este utilizat în formă diluată. Uleiul din arbore de ceai poate cauza dermatită de contact pentru cei cu pielea sensibilă, deși acest lucru este mai puțin frecvent la utilizarea formei diluate .

### Substanțe care se eliberează fără rețetă
Pentru cazurile ușoare, medicamente care se eliberează fără rețetă, cum ar fi acidul salicilic, pot sau nu să scurteze durata infecției.

## Prognostic
Cele mai multe cazuri de molluscum se vor vindeca natural în termen de doi ani (de obicei, în termen de nouă luni). Atâta timp cât sunt prezente excrescențe ale pielii există posibilitatea de transmitere a infecției la o altă persoană. Atunci când creșterile dispar, posibilitatea de răspândire a infecției dispare. Spre deosebire de virușii herpetici, care pot rămâne inactivi în organism, pentru luni sau ani înainte de reapariție, molluscum contagiosum nu rămâne în organism atunci când leziunile dispar de pe piele și nu va apărea din nou pe cont propriu. Lăsată netratată, umflătura molluscum poate ajunge la dimensiuni cât cele ale unui bob de mazăre sau ale unei bile. Rezoluția spontană a leziunilor mari poate apărea, dar va lăsa semne mari asemănătoare unui crater. Oricât de multe opțiuni de tratament ar fi posibile, prognosticul pentru cicatrici minime este cel mai bun dacă tratamentul este inițiat când leziunile sunt mici.

## Imunitate
Nu există imunitate permanentă la virus, și este posibilă o nouă infectare la expunerea la o altă persoană infectată.